# Kazimierz Juliusz Tadeusz Dworak
Kazimierz Juliusz Tadeusz Dworak, poljski general, * 1895, † 1954.